# Pierre Levasseur
Pierre Georges Albert Levasseur (París, 16 de julio de 1890 - París, 2 de agosto de 1941) fue un constructor aeronáutico francés. Durante el período de entreguerras, produjo una quincena de tipos de aeronaves para la Marina nacional francesa.

## Biografía

### Belle Époque
Pierre Levasseur se inició en la construcción aeronáutica a los 19 años, cuando presentó en 1909 al primer «Salón de la locomoción aérea» un dispositivo de propulsión adaptable a un helicóptero. Con el objetivo de construir aviones, durante el salón adquirió la licencia de fabricación del aeroplano Fernández número 03, expuesto en el certamen. Abrió un modesto taller en la calle Javel de París del distrito 15º, e instaló un despacho en el 47 de la calle de Hauteville. Este taller le permitió fabricar sus primeras hélices de madera, que le proporcionaron un éxito casi instantáneo. A fuerza de investigaciones para mejorar las formas de las palas, Levasseur llegó a dominar el por entonces incipiente mercado de las hélices de aviación. Su característica propia consistía en utilizar en sus diseños bordes de ataque con curvatura negativa. Estas hélices tuvieron un gran éxito, en particular para la exportación. De las  26 000 hélices fabricadas en Francia entre 1909 y agosto de 1914, cerca de un tercio se exportó y Levasseur hizo fortuna con esta producción.
La adquisición de la licencia Fernández le permitió construir dos aeroplanos, ligeramente modificadas respecto al original. Uno de estos aparatos estaba equipado con un motor rotativo Gnome Omega de 50 caballos y el otro de un motor de ocho cilindros en línea ENV de 90 caballos. Ambos estaban dotados de una hélice Levasseur. Abrió una escuela de pilotos en el aeródromo de Juvisy y escogió como piloto jefe a François Denhaut, cuyo nombre más tarde quedaría asociado a la construcción de hidraviones. Denhaut obtuvo su diploma de piloto (número 690) sobre uno de los biplanos de Levasseur.
El año 1911 vio la consagración de Pierre Levasseur como constructor de hélices, que por entonces equipaban los aviones de los nombres más importantes de la aviación, como Blériot, Nieuport o Deperdussin. Estas hélices estaban especialmente bien adaptadas a los aviones de la época, y tenían fama de favorecer el máximo rendimiento de los motores sin producir vibraciones.
En 1912, Pierre Levasseur fue destinado a cumplir el servicio militar en el 2.º grupo de aviación de Reims. Durante este periodo no permaneció  inactivo y concibió su primera hélice de paso variable. El taller de la calle de Javel siguió trabajando a pleno rendimiento porque además del mercado civil, la empresa suministraba sus componentes a la naciente aeronáutica militar francesa.
Sin embargo, en el campo de la fabricación de aviones sus progresos fueron menos espectaculares. Levasseur todavía no diseñaba sus propios aviones, pero recibía de buen grado los proyectos de varios ingenieros que trabajaban por cuenta propia, lo permitiéndoles materializar sus ideas en sus talleres. En 1913 proyectó dos aeroplanos que no tuvieron éxito: el Landeroin-Robert, un triple monoplano, y el "Tubavion", diseñado por Charles Ponche y Maurice Primard. Este último se convirtió en el primer intento en el mundo de construir aviones totalmente metálicos. Poco antes de la Primera Guerra Mundial, Levasseur comenzó la construcción de un tercer biplano del tipo Fernández, que permaneció inacabado debido al estallido de la guerra.

### Primera Guerra Mundial
Al final del primer año de la guerra, Levasseur fue enviado de vuelta para reactivar sus talleres, que se habían quedado pequeños y fueron trasladados a la plaza Félix-Faure. Hasta el momento de firmarse el Armisticio de 1918, Levasseur había producido 350 aviones de combate SPAD, alas para hidroaviones FBA y más de 1500 hélices,  montadas en los aviones más numerosos, como el Caudron G.3 monomotor, el G.4 bimotor, el G.6 y el R.4, los cazas de asiento único Morane-Saulnier, el SPAD S.VII y especialmente el hidroavión de combate Schreck-FBA. Levasseur también se convirtió en subcontratista del fabricante FBA de Argenteuil.

### Período de entreguerras
Es durante el período de entreguerras cuando la firma Levasseur accediò al restringido «club»  de los constructores aeronáuticos franceses, con la realización de aviones para la Marina nacional. Las aeronaves de Pierre Levasseur tenían la peculiaridad de disponer de un fuselage denominado «marino», teniendo la posibilidad de soltar su tren de aterrizaje y de amarizar gracias a un casco perfilado. Sin embargo, no eran hidroaviones, y no podían volver a levantar el vuelo desde el agua.
Con la ayuda de Charles Fréchet, director de fábrica, Levasseur llegó a un acuerdo con el constructor británico Blackburn para realizar en Francia un avión torpedero embarcado, diseñado por Blackburn: el PL 2, el primer aeroplano embarcado en junio de 1926 en el Béarn, el primer portaaviones francés.
En 1927 puso a punto para Charles Nungesser y François Coli el PL 8, bautizado l'Oiseau blanc (el Pájaro blanco), a bordo del que los aviadores desaparecieron durante su intento de travesía del océano Atlántico el 8 de mayo de 1927.

## Fabricante de aviones
- PL 1
- PL 2
- PL 3
- PL 4
- PL 5
- PL 6
- PL 7
- PL 8
- PL 9
- PL 10
- PL 11
- PL 12
- PL 13
- PL 14
- PL 15
- PL 200
- PL 400